# Захаревич Сергій Анатолійович
Сергі́й Анато́лійович Захаре́вич (нар. 25 травня 1983 — пом. 1 липня 2025, Гуляйполе, Дніпропетровська область) — полковник ЗСУ, учасник російсько-української війни, командир 110 ОМБр (2025).

## Життєпис
Захаревич народився і виріс в Умані, навчався в школах № 11 і № 4, а вищу військову освіту здобув в Одеський інститут Сухопутних військ, після випуску обійняв посаду командира взводу розвідувальної роти в 30-й окремій механізованій бригаді. З 2010-го — командир розвідувальної роти 1-ї окремої танкової бригади.
Певний час служив у Силах спеціальних операцій ЗСУ. Займався підготовкою трьох кваліфікаційних курсів ССО, командував 47-м загоном спеціального призначення. Особисто брав участь у виконанні бойових завдань, вів за собою в бій та був прикладом для побратимів.
На початку повномасштабного вторгнення був офіцером Командування ССО і очолив зведену групу спеціального призначення, яка виконувала бойові завдання у ворожих тилах.
В лютому 2025 призначений командиром 110-ї окремої механізованої бригади. До цього служив заступником командира 33-ї механізованої бригади.
Загинув під час ракетного удару військами ЗС РФ 1 липня 2025 року в районі Гуляйполя Дніпропетровської області у момент «збору» своєї бригади.
3 липня 2025 року Захаревича поховали в Умані Черкаської області.

## Сім'я
Мав дружину та трьох дітей.

## Нагороди
- орден Богдана Хмельницького ІІ ступеня (27 липня 2022) — за особисту мужність і самовіддані дії, виявлені у захисті державного суверенітету та територіальної цілісності України, вірність військовій присязі[10].
- орден Богдана Хмельницького ІІІ ступеня (11 березня 2015) — за особисту мужність і героїзм, виявлені у захисті державного суверенітету та територіальної цілісності України, вірність військовій присязі під час російсько-української війни.